# عزت خانم حسنعلی
عزت خانم حسنعلی با نام هنری آزاده بازیگر فیلم اهل ایران بود.

## زندگی‌نامه
آزاده متولد ۱۳۱۰ در تهران، تحصیلات ابتدایی خود را در دبستان ری و دوره متوسطه را در دبیرستان ناموس طی کرد. وی فعالیت هنری را سال ۱۳۳۷ با تئاتر آغاز کرد. بازی در فیلم «افسونگر» به کارگردانی اسماعیل کوشان نخستین تجربه سینمایی اوست.

## فیلمشناخت
1. زندگی دوزخی (۱۳۴۳)
2. نیرنگ دختران (۱۳۴۳)
3. ترس و تاریکی (۱۳۴۲)
4. دختر کوهستان (۱۳۴۲)
5. زنگ‌های خطر (۱۳۴۲)
6. اشک شوق (۱۳۴۱)
7. دخترها اینطور دوست دارند (۱۳۴۱)
8. تازه به دوران رسیده (۱۳۴۰)
9. دام عشق (۱۳۴۰)
10. عسل تلخ (۱۳۴۰)
11. دوستان یکرنگ (۱۳۳۹)
12. کی به کیه؟ (۱۳۳۹)
13. دست تقدیر (۱۳۳۸)
14. آخرین شب (۱۳۳۴)
15. پایان رنج‌ها (۱۳۳۴)
16. افسونگر (۱۳۳۲)